# 中田侑歩
中田 侑歩(なかた ゆうほ、1985年-）は、日本の元女子トランポリン競技選手。群馬県生まれの石川県育ち。東京都立野津田高等学校、早稲田大学スポーツ科学部卒業。WASEDA CLUB 2000 （ワセダクラブ2000）所属（日本トランポリン協会公認コーチ）。選手時代のコーチは森田弘文。

## 経歴
姉が教室に通ったことをきっかけに、幼稚園で初めて跳んだのがトランポリンとの出会い。2004年、全日本選手権女子シンクロナイズドで5位入賞（女子個人19位）。2005年の全日本選手権では個人16位、シンクロ9位。同年9月の東日本選手権ではシンクロ（Bグループ）で優勝。2006年1月、全日本ダブルミニ選手権で優勝（2度目の最優秀選手賞を受賞）。同年9月に行われた全日本トーナメントでも優勝し、文部科学大臣賞も受賞している。同年の全日本選手権は個人42位（予選落ち）、シンクロでは5位入賞。ちなみに全日本選手権にはこれまで10回出場しており、日本トランポリン協会から特別表彰された。
現在は現役を引退し、WASEDA CLUB 2000のコーチに就任。後進の指導にあたっている。